# Qanybek Saghyndyqow
Qanybek Kalkomanuly Saghyndyqow (kasachisch Қаныбек Калкоманұлы Сағындықов, kirgisisch Каныбек Калкоманович Сагындыков Kanybek Kalkomanowitsch Sagyndykow, englische Transkription: Kanybek Sagyndykov; * 8. August 1983 in Frunse) ist ein ehemaliger kirgisischer Billardspieler, der die meiste Zeit seiner Karriere für Kasachstan antrat.
Er ist mit drei WM-Titeln (2001, 2004, 2007) Rekordweltmeister in der Disziplin Freie Pyramide und nach Kanybek Sagynbajew der zweiterfolgreichste Spieler bei Einzelweltmeisterschaften im Russischen Billard.

## Leben
Saghyndyqow wurde 1983 in Frunse, dem heutigen Bischkek, geboren, wo er auch aufwuchs. Im Frühjahr 2000 zog er ins kasachische Almaty, wo er anfangs im Haus des Präsidenten des kasachischen Billardverbands, Angsary Qaranejew, wohnte und gemeinsam mit dessen Sohn, dem späteren Weltmeister Älichan Qaranejew, trainierte.

## Karriere

### 1990–2002: Anfänge und erster Weltmeistertitel
In seiner Jugend erzielte Saghyndyqow in den 1990er-Jahren erste Erfolge auf regionaler Ebene in seiner Heimat Bischkek. Dort wurde er vom Präsidenten des kasachischen Billardverbands Angsary Qaranejew entdeckt, der ihn einlud, nach Almaty zu ziehen und fortan für Kasachstan anzutreten.
Im Juli 2001 zog er bei der Weltmeisterschaft in Vilnius, nachdem er unter anderem Sergey Ermakov und Rustam Usmonov besiegt hatte ins Endspiel ein, in dem er durch einen 7:4-Sieg gegen den Ukrainer Jaroslaw Wynokur Weltmeister wurde. Mit 17 Jahren, 11 Monaten und 21 Tagen trägt er bis heute den Rekord als jüngster Weltmeister in der Disziplin Freie Pyramide.
Ein Jahr später in Willingen erreichte er das Viertelfinale und schied gegen Aslan Busojew aus. Im selben Jahr gelangte er bei der Europameisterschaft ins Halbfinale, in dem er gegen Jaroslaw Wynokur verlor.

### 2003–2005: Zweiter Weltmeistertitel
Bei der WM 2003 schied er erneut im Viertelfinale aus, diesmal gegen den Letten Māris Vartiks. Einen Monat später zog er beim Asian Cup in Almaty ins Finale ein, in dem er sich jedoch dem damaligen Rekordweltmeister Jewgeni Stalew mit 2:7 geschlagen geben musste. Im Juli 2003 gelangte er auch beim Baltic Cup ins Endspiel und setzte sich gegen Jaroslaw Wynokur mit 7:3 durch.
Im Mai 2004 wurde Saghyndyqow durch einen 5:1-Finalsieg gegen Oleksandr Palamar Europameister. Wenige Wochen später gewann er auch den Asian Cup, diesmal im Endspiel gegen Wladimir Petuschkow (7:4). Beim Kaukasuspokal hingegen schied er im Halbfinale gegen Serhij Petrasch aus. Ende des Jahres wurde er zum zweiten Mal Weltmeister. Bei der WM in Moskau besiegte er unter anderem Seymur Məmmədov und Pawel Mechowow, bevor er sich im Endspiel mit 7:4 gegen den Ukrainer Oleh Matschtakow durchsetzte.
Anfang 2005 gewann Saghyndyqow in Minsk im Finale gegen Jewgeni Stalew (7:4) erstmals ein Europacupturnier. Beim zweiten Europacupturnier des Jahres schied er bereits in der Runde der letzten 32 gegen Jewgeni Stalew aus. Im Mai 2005 gewann er die erste Ausgabe des Kremlin Cup. Im Finale gegen Kirill Anischtschenko wendete er einen 4:6-Rückstand zu einem 7:6-Sieg. Nachdem er bei der EM im Viertelfinale gegen Seymur Məmmədov und beim Asian Cup im Achtelfinale ausgeschieden war, gewann er im August 2005 den ukrainischen Unabhängigkeitspokal durch einen 7:3-Finalsieg gegen Artem Matwijtschuk. Hingegen endete für ihn der Kaukasuspokal im Achtelfinale und beim Finalturnier des Europacup schied er nach einer 1:5-Auftaktniederlage gegen Kirill Anischtschenko bereits in der Runde der letzten 32 aus. Ende des Jahres gelangte er bei der Weltmeisterschaft in Almaty ins Viertelfinale, in dem er erneut gegen Kirill Anischtschenko verlor.

### 2006–2007: Dritter Weltmeistertitel
Bei der EM 2006 gewann Saghyndyqow die Bronzemedaille, nachdem er im Halbfinale nur knapp gegen den späteren Europameister Oleksandr Palamar mit 4:5 verloren hatte. Bei seinen beiden Europacup-Teilnahmen im Jahr 2006 musste er hingegen frühe Niederlagen hinnehmen. Im Juli 2006 zog er beim Asian Cup ins Finale ein, in dem er Kirill Anischtschenko mit 5:7 unterlag. Im Oktober folgte beim Weltcup in der Disziplin Dynamische Pyramide eine weitere Finalteilnahme, diesmal verlor er mit 3:7 gegen den Moldauer Vidjai Drangoi. Am Jahresende erreichte er bei der Freie-Pyramide-WM das Viertelfinale, in dem er dem Russen Juri Paschtschinski unterlag.
In das Jahr 2007 startete Saghyndyqow mit seinem zweiten Europacupsieg. Beim Auftaktturnier ins Minsk setzte er sich im Endspiel gegen Jewhen Talow mit 5:1 durch. Beim darauf folgenden Turnier in Wolschski schied er hingegen in der Runde der letzten 64 gegen Anatolij Krylow aus. Im März 2007 bildete er gemeinsam mit Irina Tjan und Älichan Qaranejew die kasachische Nationalmannschaft, die durch einen 3:1-Finalsieg gegen Russland Mannschaftsweltmeister wurde. Einen Monat später wurde erstmals die Weltmeisterschaft in der Disziplin Kombinierte Pyramide ausgetragen. Saghyndyqow gelangte dort ins Achtelfinale, in dem er dem späteren Finalisten Kanybek Sagynbajew knapp mit 3:4 unterlag. Im Juli erreichte er bei den Asian Open das Viertelfinale.
Bei der im Oktober 2007 erstmals ausgetragenen Dynamische-Pyramide-WM erreichte er das Achtelfinale und verlor dort erneut gegen Kanybek Sagynbajew, der anschließend Weltmeister wurde. Wenig später fand der Kremlin Cup zum zweiten Mal statt. Saghyndyqow schied dort im Halbfinale gegen den späteren Turniersieger aus, seinen Finalgegner der ersten Ausgabe, Kirill Anischtschenko. Im November 2007 wurde er zum dritten Mal Weltmeister. Bei der Freie-Pyramide-WM in Kiew besiegte er unter anderem Kanybek Sagynbajew und setzte sich im Finale mit 7:6 knapp gegen den Weltmeister von 2005, Juri Paschtschinski, durch. Mit drei Titeln ist er bis heute Rekordsieger der WM in der Freien Pyramide und war bis 2014 alleiniger Rekordweltmeister im Russischen Billard. Drei Monate vor der WM soll er entschieden haben, seine Karriere zu beenden, wovon ihn der kasachische Verbandspräsident Angsary Qaranejew aber abgebracht haben soll. Wenige Wochen nach der WM gewann er in Chanty-Mansijsk durch einen 6:3-Finalsieg gegen Pawel Mechowow das Rossijskaja-gaseta-Turnier.

### 2008–2012: Abstieg, Auszeit und Rückkehr
Anfang 2008 erreichte Saghyndyqow bei der Kombinierte-Pyramide-WM das Viertelfinale, in dem er gegen Pawel Mechowow ausschied. Im April 2008 gewann er in Nischni Nowgorod durch einen 5:3-Finalsieg gegen Pawel Kusmin zum zweiten Mal ein Turnier der Rossijskaja-gaseta-Serie. Wenig später wurde er gemeinsam mit Anel Bekbosunowa und Älichan Qaranejew nach einer Finalniederlage gegen Weißrussland Vizeweltmeister im Team. Bei den Asian Open 2008 schied er im Viertelfinale gegen den späteren Turniersieger Älichan Qaranejew aus. An der Freie-Pyramide-WM 2008 im November in Sankt Petersburg nahm Titelverteidiger Saghyndyqow nicht teil.
Im Jahr 2009 spielte Saghyndyqow nur wenige Turniere. Nachdem er bei der Kombinierte-Pyramide-WM das Achtelfinale erreicht hatte, das er gegen Titelverteidiger Älichan Qaranejew verlor, schied er bei den Asian Open und bei der Freie-Pyramide-WM bereits in der Runde der letzten 32 aus. Im selben Jahr hatte er zeitweise mit dem Billardspielen aufgehört und erneut erwogen, seine Karriere zu beenden. Grund hierfür soll neben seinen nachlassenden Ergebnissen auch das geringe Preisgeld im Russischen Billard gewesen sein.
Nichtsdestotrotz nahm Saghyndyqow Anfang 2010 wieder an der Weltmeisterschaft der Kombinierten Pyramide teil, bei der er, nachdem er in der Vorrunde unter anderem Titelverteidiger Aues Jeljubajew besiegt hatte, ins Sechzehntelfinale einzog, dort jedoch gegen Ildar Mingasitdinow verlor. Im weiteren Verlauf des Jahres erreichte er bei den Asian Open das Achtelfinale und beim Einladungsturnier Billardstars das Viertelfinale.
Im Februar 2011 gewann er bei der Kombinierte-Pyramide-WM die Bronzemedaille, nachdem er zuvor bei drei Weltmeisterschaften in Folge nicht über das Achtelfinale hinaus gekommen war. Im Halbfinale musste er sich dem späteren Weltmeister Nikita Liwada nur knapp mit 4:5 geschlagen geben. Auch bei den Asian Open 2011 gelangte er ins Semifinale, diesmal unterlag er dem Kasachen Dauren Urynbajew. Im Oktober 2011 spielte er mit der Freie-Pyramide-WM in Kiew nach zwei Jahren erstmals wieder ein Turnier außerhalb Kasachstans. Dort schied er in der Runde der letzten 64 gegen Alexander Murawjow aus. Am Jahresende gelang ihm beim Champions Cup in Astana sein erster Turniersieg seit über drei Jahren, als er im Finale den Ukrainer Jaroslaw Tarnowezkyj mit 7:5 besiegte.
Im Jahr 2012 nahm Saghyndyqow wieder an mehr Turnieren teil. Zu Beginn des Jahres gewann er bei der kasachischen Meisterschaft in der Kombinierten Pyramide nach einer Halbfinalniederlage gegen Jernar Tschimbajew die Bronzemedaille. Wenig später verlor er bei der Kombinierte-Pyramide-WM in Bischkek im Sechzehntelfinale gegen Älibek Omarow. Auch bei den folgenden Turnieren schied er früh aus, etwa bei der Freie-Pyramide-EM (Letzte 76) und bei den Asian Open (Letzte 32). Im Oktober 2012 gewann er hingegen seine fünfte und letzte WM-Medaille. In der Freien Pyramide war er erstmals seit seinem WM-Titel fünf Jahre zuvor wieder über die Runde der letzten 32 hinaus gekommen und erreichte, nachdem er unter anderem Jewhen Nowossad besiegt hatte, das Halbfinale, in dem er sich jedoch dem späteren Weltmeister Wladislaw Osminin mit 1:6 geschlagen geben musste.

### 2013–2016: Karriereende
Bei der Kombinierte-Pyramide-WM 2013 erreichte Saghyndyqow das Achtelfinale, in dem er gegen Oleksandr Palamar verlor. Nachdem er auch in der Dynamischen Pyramide die Runde der letzten 16 erreicht hatte, in der er diesmal Wladislaw Osminin unterlag, schied er in der Kombinierten Pyramide nach einer Auftaktniederlage gegen Alexei Ammossow bereits in der Runde der letzten 64 aus. Ende des Jahres gelangte er bei den St. Petersburg Open ins Achtelfinale, in dem er gegen Jaroslaw Smirnow verlor.
Im Jahr 2014 nahm Saghyndyqow noch einmal an zwei Weltmeisterschaften teil. Er schied in der Kombinierten Pyramide in der Runde der letzten 32 gegen Arbi Muzijew aus und erreichte in der Dynamischen Pyramide das Achtelfinale, in dem er gegen Artur Piwtschenko verlor.
Nach einem Jahr Pause wurde Saghyndyqow im März 2016 kasachischer Vizemeister in der Kombinierten Pyramide. Im Finale musste er sich Dauren Urynbajew mit 2:6 geschlagen geben. Wenige Tage später fand in Almaty die Kombinierte-Pyramide-WM statt. Nach einem Auftaktsieg gegen den Georgier Dawid Pipija schied Saghyndyqow in der Runde der letzten 32 mit 2:6 gegen Konstantin Zoi aus. Nach der WM beendete er seine Karriere.

## Spielweise
Saghyndyqow spielte zumeist sehr risikoarm und defensiv. Zudem galt er als außerordentlich nervenstark und berechnend. Seine wenig spektakuläre defensive Spielweise führte dazu, dass er bei einigen Fans unbeliebt war.

## Erfolge

### Finalteilnahmen
| Ergebnis | Jahr     | Turnier                                | Finalgegner           | Endstand |
| -------- | -------- | -------------------------------------- | --------------------- | -------- |
| Sieger   | 2001     | Freie-Pyramide-Weltmeisterschaft       | Jaroslaw Wynokur      | 7:4      |
| Finalist | 2003     | Asian Cup                              | Jewgeni Stalew        | 2:7      |
| Sieger   | 2003     | Baltic Cup                             | Jaroslaw Wynokur      | 7:3      |
| Sieger   | 2004     | Freie-Pyramide-Europameisterschaft     | Oleksandr Palamar     | 5:1      |
| Sieger   | 2004     | Asian Cup                              | Wladimir Petuschkow   | 7:4      |
| Sieger   | 2004     | Freie-Pyramide-Weltmeisterschaft       | Oleh Matschtakow      | 7:4      |
| Sieger   | 2005/1   | Freie-Pyramide-Europacup               | Jewgeni Stalew        | 7:4      |
| Sieger   | 2005     | Kremlin Cup                            | Kirill Anischtschenko | 7:6      |
| Sieger   | 2005     | Ukrainischer Unabhängigkeitspokal      | Artem Matwijtschuk    | 7:3      |
| Finalist | 2006     | Asian Cup                              | Kirill Anischtschenko | 5:7      |
| Finalist | 2006     | Dynamische-Pyramide-Weltcup            | Vidjai Drangoi        | 3:7      |
| Sieger   | 2007/1   | Freie-Pyramide-Europacup               | Jewhen Talow          | 5:1      |
| Sieger   | 2007     | Freie-Pyramide-Weltmeisterschaft       | Juri Paschtschinski   | 7:6      |
| Sieger   | 2007/Dez | Rossijskaja-gaseta-Turnierserie        | Pawel Mechowow        | 6:3      |
| Sieger   | 2008/Apr | Rossijskaja-gaseta-Turnierserie        | Pawel Kusmin          | 5:3      |
| Sieger   | 2011     | Champions Cup                          | Jaroslaw Tarnowezkyj  | 7:5      |
| Finalist | 2016     | Kasachische Meisterschaft (Komb. Pyr.) | Dauren Urynbajew      | 2:6      |

### Weitere Erfolge
- Mannschaftsweltmeister: 2007

## Teilnahmen an Weltmeisterschaften
| Disziplin            | 1999              | 2000              | 2001              | 2002              | 2003              | 2004              | 2005              | 2006              | 2007 | 2008              | 2009              | 2010              | 2011              | 2012 | 2013 | 2014 | 2015 | 2016 |
| -------------------- | ----------------- | ----------------- | ----------------- | ----------------- | ----------------- | ----------------- | ----------------- | ----------------- | ---- | ----------------- | ----------------- | ----------------- | ----------------- | ---- | ---- | ---- | ---- | ---- |
| Freie Pyramide       | ?                 | ?                 | S                 | V                 | V                 | S                 | V                 | V                 | S    | –                 | L32               | –                 | L64               | H    | L64  | –    | –    | –    |
| Dynamische Pyramide  | nicht ausgetragen | nicht ausgetragen | nicht ausgetragen | nicht ausgetragen | nicht ausgetragen | nicht ausgetragen | nicht ausgetragen | nicht ausgetragen | A    | nicht ausgetragen | nicht ausgetragen | nicht ausgetragen | nicht ausgetragen | –    | A    | A    | –    | –    |
| Kombinierte Pyramide | nicht ausgetragen | nicht ausgetragen | nicht ausgetragen | nicht ausgetragen | nicht ausgetragen | nicht ausgetragen | nicht ausgetragen | nicht ausgetragen | A    | V                 | A                 | L32               | H                 | L32  | A    | L32  | –    | L32  |
| Quelle:              |                   |                   |                   |                   |                   |                   |                   |                   |      |                   |                   |                   |                   |      |      |      |      |      |

| Legende | Legende                               |
| ------- | ------------------------------------- |
| S       | Sieger                                |
| F       | Finalist                              |
| HF / H  | Halbfinalist                          |
| VF / V  | Viertelfinalist                       |
| AF / A  | Achtelfinalist                        |
| LX      | Niederlage in der Runde der letzten X |
| R2      | Niederlage in Runde 2                 |
| R       | Vorrundenaus/Niederlage in Runde 1    |
| –       | nicht teilgenommen                    |
| n. a.   | nicht ausgetragen                     |